# Adamantios Androutsopoulos
Adamantios Androutsopoulos (en griego Αδαμάντιος Ανδρουτσόπουλος; 20 de agosto de 1919 - 10 de noviembre de 2000) era un abogado, profesor, y primer ministro de Grecia de 1973 a 1974.

## Trayectoria
Nació en Psari Trifilia, estudió en la Universidad de Atenas y en la Universidad de Chicago. Fue Ministro de Hacienda (1967-71) y Ministro de Asuntos internos (1971-73) durante el régimen militar de Papadopoulos. Cuando Papadopoulos fue derrocado en 1973, Androutsopoulos fue jefe del Gobierno, y también Ministro de Hacienda, hasta la vuelta del Gobierno democrático en 1974.
| Predecesor: Spiros Markezinis | Primer ministro de Grecia 1973 - 1974 | Sucesor: Constantinos Karamanlis |